# كينغز ماونتن
كينغز ماونتن (كارولاينا الشمالية) (بالإنجليزية: Kings Mountain, North Carolina)‏ هي مدينة تقع في الولايات المتحدة في كارولاينا الشمالية.  يقدر عدد سكانها بـ 10,296 نسمة ومساحتها 32.6 كم2  وترتفع عن سطح البحر 307 متر.

## التركيبة السكانية
حدّد مكتب تعداد الولايات المتحدة بيانات التركيبة السكانية لكينغز ماونتن في تعداد الولايات المتحدة. في ما يلي، التركيبة السكانية حسب تعدادي 2000 و2010.

### تعداد عام 2000
بلغ عدد سكان كينغز ماونتن 9,693 نسمة بحسب تعداد عام 2000، وبلغ عدد الأسر 3,821 أسرة وعدد العائلات 2,676 عائلة مقيمة في المدينة. في حين سجلت الكثافة السكانية 274.5 نسمة لكل كيلومتر مربع (711.0/ميل2). وبلغ عدد الوحدات السكنية 4,064 وحدة بمتوسط كثافة قدره 115.1 لكل كيلومتر مربع (298.1/ميل2).
وتوزع التركيب العرقي للمدينة بنسبة 74.85% من البيض و21.55% من الأمريكيين الأفارقة و0.15% من الأمريكيين الأصليين و1.81% من الأمريكيين ذوي الأصول الآسيوية و0.02% من سكان جزر المحيط الهادئ و0.63% من الأعراق الأخرى و0.99% من عرقين مختلطين أو أكثر و1.43% من الهسبانيون أو اللاتينيون من أي عرق.
بلغ عدد الأسر 3,821 أسرة كانت نسبة 35% منها لديها أطفال تحت سن الثامنة عشر تعيش معهم، وبلغت نسبة الأزواج القاطنين مع بعضهم البعض 49.4% من أصل المجموع الكلي للأسر، ونسبة 17.2% من الأسر كان لديها معيلات من الإناث دون وجود شريك،  بينما كانت نسبة 3.4% من الأسر لديها معيلون من الذكور دون وجود شريكة وكانت نسبة 30% من غير العائلات. تألفت نسبة 26.8% من أصل جميع الأسر من عدة أفراد يعيشون في نفس المنزل ونسبة 12.6% كانت تتألف من شخص يعيش بمفرده يبلغ من العمر 65 عاماً أو أكثر. وبلغ متوسط حجم الأسرة المعيشية 2.47، أما متوسط حجم العائلات فبلغ 2.98.
بلغ العمر الوسطي للسكان 38.1 عاماً. وكانت نسبة 25.2% من القاطنين تحت سن الثامنة عشر، وكانت نسبة 7.3% بين الثامنة عشر والرابعة والعشرين عاماً، ونسبة 27.2% كانت واقعةً في الفئة العمرية ما بين الخامسة والعشرين والرابعة والأربعين عاماً، ونسبة 22.2% كانت ما بين الخامسة والأربعين والرابعة والستين، ونسبة 15.3% كانت ضمن فئة الخامسة والستين عاماً فما فوق. يوجد لكل 100 أنثى 87.6 ذكر، ويوجد لكل 100 أنثى في الثامنة عشر من عمرها فما فوق 82.4 ذكر.
بلغ متوسط دخل الأسرة في المدينة 31,550 دولارًا، أما متوسط دخل العائلة فبلغ 39,317 دولارًا. وكان متوسط دخل الذكور 32,500 دولارًا مقابل 21,995 دولارًا للإناث. وسجل دخل الفرد الخاص بالمدينة 16,071 دولارًا. وكانت نسبة 13.6% من العائلات ونسبة 19.7% من السكان تحت خط الفقر، وكان من هؤلاء نسبة 30.3% تحت سن الثامنة عشر ونسبة 20.7% في الخامسة والستين من العمر وما فوق.

### تعداد عام 2010
بلغ عدد سكان كينغز ماونتن 10,296 نسمة بحسب تعداد عام 2010، وبلغ عدد الأسر 4,122 أسرة وعدد العائلات 2,713 عائلة مقيمة في المدينة. في حين سجلت الكثافة السكانية 291.6 نسمة لكل كيلومتر مربع (755.2/ميل2). وبلغ عدد الوحدات السكنية 4,597 وحدة بمتوسط كثافة قدره 130.2 لكل كيلومتر مربع (337.2/ميل2).
وتوزع التركيب العرقي للمدينة بنسبة 72.95% من البيض و22.48% من الأمريكيين الأفارقة و0.21% من الأمريكيين الأصليين و1.56% من الأمريكيين ذوي الأصول الآسيوية و0.01% من سكان جزر المحيط الهادئ و1.09% من الأعراق الأخرى و1.69% من عرقين مختلطين أو أكثر و2.60% من الهسبانيون أو اللاتينيون من أي عرق.
بلغ عدد الأسر 4,122 أسرة كانت نسبة 33.4% منها لديها أطفال تحت سن الثامنة عشر تعيش معهم، وبلغت نسبة الأزواج القاطنين مع بعضهم البعض 42.6% من أصل المجموع الكلي للأسر، ونسبة 18.3% من الأسر كان لديها معيلات من الإناث دون وجود شريك،  بينما كانت نسبة 4.9% من الأسر لديها معيلون من الذكور دون وجود شريكة وكانت نسبة 34.2% من غير العائلات. تألفت نسبة 30.5% من أصل جميع الأسر من عدة أفراد يعيشون في نفس المنزل ونسبة 13.6% كانت تتألف من شخص يعيش بمفرده يبلغ من العمر 65 عاماً أو أكثر. وبلغ متوسط حجم الأسرة المعيشية 2.44، أما متوسط حجم العائلات فبلغ 3.02.
بلغ العمر الوسطي للسكان 40.6 عاماً. وكانت نسبة 24.7% من القاطنين تحت سن الثامنة عشر، وكانت نسبة 7.7% بين الثامنة عشر والرابعة والعشرين عاماً، ونسبة 23.5% كانت واقعةً في الفئة العمرية ما بين الخامسة والعشرين والرابعة والأربعين عاماً، ونسبة 26.9% كانت ما بين الخامسة والأربعين والرابعة والستين، ونسبة 17.3% كانت ضمن فئة الخامسة والستين عاماً فما فوق. وتوزع التركيب الجنسي للسكان بنسبة 46.1% ذكور و53.9% إناث.

## أعلام
- كيفن ماك
- غلين دوناواي
- جيمي واين
- جيك إيرلي
- تيم مور